# Aega angustata
Aega angustata är en kräftdjursart som beskrevs av Thomas Whitelegge 1901. Aega angustata ingår i släktet Aega och familjen Aegidae. Inga underarter finns listade i Catalogue of Life.